# Chāo xiàn zhàn
Chāo xiàn zhàn 超限戰T, 超限战S, lett. "guerra oltre i limiti", anche noto con il titolo inglese Unrestricted Warfare, tradotto in italiano con il titolo Guerra senza limiti. L'arte della guerra asimmetrica fra terrorismo e globalizzazione, è un libro di strategia militare scritto nel 1999 da due colonnelli dell'Esercito Popolare di Liberazione, Qiao Liang (乔良) e Wang Xiangsui (王湘穗).
Il libro tratta di come una nazione come la Cina possa sconfiggere un avversario tecnologicamente superiore attraverso una varietà di mezzi. Piuttosto che concentrarsi sul confronto militare diretto, questo libro esamina invece una varietà di altri mezzi come la guerra politica. Tali mezzi includono l'uso di strumenti legali e ONG e mezzi economici per fare leva sull'avversario ed aggirare la necessità di un'azione militare diretta.

## Titolo
Taylor Fravel ha sottolineato un errore comune nella traduzione del sottotitolo del libro. Mentre in Occidente è stato tradotto e compreso da molti come "Il piano generale della Cina per distruggere l'America", il sottotitolo vero e proprio era "Due alti colonnelli dell'aeronautica sugli scenari di guerra e l'arte operativa nell'era della globalizzazione".

## Contenuti
Il libro sostiene che la principale debolezza degli Stati Uniti in campo militare è che essi considerano la rivoluzione del pensiero militare esclusivamente in termini di tecnologia. Il libro sostiene inoltre che per gli Stati Uniti la dottrina militare si evolve perché la nuova tecnologia consente nuove capacità d'azione. Per questo motivo, il libro sostiene che gli Stati Uniti non considerano il quadro più ampio della strategia militare, che include fattori legali ed economici. Il libro prosegue sostenendo che gli Stati Uniti sono vulnerabili ad attacchi di questo tipo.
Ridurre l'avversario, si legge nel libro, può essere realizzato in vari modi diversi dal confronto militare diretto. Il libro osserva che questi metodi alternativi "hanno la stessa e persino maggiore forza distruttiva della guerra militare, e hanno già prodotto serie minacce diverse dal passato e in molte direzioni per [...] la sicurezza nazionale".
Un'azione politica attraverso organizzazioni transnazionali o non governative (ONG) può produrre un cambiamento politico che altrimenti sarebbe impossibile. A causa della natura internazionale del mondo moderno e dell'attivismo, è molto più facile per gli Stati nazionali influenzare la politica di altri Stati nazionali attraverso una delega.
A causa della natura interconnessa dell'economia globale, le nazioni possono infliggere gravi danni alle economie di altre nazioni senza intraprendere alcuna azione offensiva.
Una delle alternative più conosciute in questo libro è l'idea di attaccare le reti. Le reti sono sempre più importanti non solo per lo scambio di dati, ma anche per i trasporti, le istituzioni finanziarie e le comunicazioni. Gli attacchi che mettono fuori uso le reti possono facilmente ostacolare vaste aree della vita che dipendono da esse per il coordinamento. Un esempio di guerra di rete potrebbe essere l'interruzione di una rete che fornisce energia elettrica. Se l'attacco provoca un guasto significativo alla rete elettrica, si potrebbero verificare massicce interruzioni di corrente, paralizzando l'industria, la difesa, la medicina e tutte le altre aree della vita.
Un altro esempio di minacce alle nazioni nell'ambito del concetto di "guerra senza restrizioni" è il terrorismo. Il terrorismo è usato da un gruppo per ottenere soddisfazione per determinate richieste. Anche se queste richieste non vengono soddisfatte, un attacco terroristico può avere effetti ampiamente sproporzionati sul benessere nazionale. Basta guardare alla crisi economica che è seguita agli attacchi terroristici contro gli Stati Uniti, o alle ampie misure di sicurezza messe in atto dopo quegli stessi attacchi. Il terrorismo erode il senso di sicurezza e benessere di una nazione, anche se gli effetti diretti degli attacchi riguardano solo una piccola percentuale della popolazione.
Gli autori osservano che una mentalità antiquata, che considera l'azione militare l'unica azione offensiva, è inadeguata di fronte alla nuova gamma di minacce. Gli autori sostengono invece la necessità di formare una "forza composita in tutti gli aspetti legati all'interesse nazionale". Inoltre, dato questo tipo di forza composita, è anche necessario che questa diventi il mezzo che può essere utilizzato per le operazioni reali. Dovrebbe trattarsi di un "grande metodo di guerra" che combina tutte le dimensioni e i metodi delle due grandi aree degli affari militari e non militari per condurre la guerra. Questo è l'opposto della formula per i metodi di guerra sviluppati nelle guerre passate".
Come affermano gli autori, la nuova gamma di opzioni, combinata con l'aumento dei costi (sia politici che finanziari) della guerra tradizionale, si traduce in un crescente dominio delle nuove alternative all'azione militare tradizionale. Uno Stato che non tenga conto di questi avvertimenti si trova in condizioni disastrose.

## Pubblicazione
La traduzione inglese del libro è stata resa disponibile dal Foreign Broadcast Information Service nel 1999. Secondo quanto riferito, l'Accademia navale degli Stati Uniti ha scritto agli autori per chiedere il permesso di utilizzare questo libro. Il libro è stato poi pubblicato in inglese da un editore panamense precedentemente sconosciuto, con il sottotitolo China's Master Plan to Destroy America ("Il piano generale della Cina per distruggere l'America") e un'immagine del World Trade Center in fiamme sulla copertina. Una traduzione francese è stata pubblicata nel 2003.

## Accoglienza
Il testo è stato citato dal governo degli Stati Uniti, ad esempio su un sito web militare da James Perry che afferma:

## Nella cultura popolare
I romanzi Foreign Influence, Full Black e Act of War di Brad Thor sono basati su questo libro.
Unrestricted Warfare è ampiamente citato nel libro di saggistica del 2019 Stealth War: How China Took Over While America's Elite Slept.